# Niedermorschwihr
Niedermorschwihr je občina v departmaju Haut-Rhin francoske regije Alzacija.
Leta 1990 je v občini živelo 609 oseb oz. 182 oseb/km².